# Lew azjatycki
Lew azjatycki, lew perski, lew indyjski (Panthera leo persica) − podgatunek lwa afrykańskiego, ssaka z rodziny kotowatych (Felidae).
Park narodowy w Gir Forest w stanie Gudźarat, w północno-zachodnich Indiach jest ostatnim naturalnym siedliskiem dla ponad 500 lwów azjatyckich, które oddzieliły się od lwów afrykańskich ok. 100 tysięcy lat temu. Rezerwat ma powierzchnię ok. 1412 km². Ten podgatunek zagrożony jest wymarciem.
W europejskich ogrodach zoologicznych przebywa około 60 lwów azjatyckich.
Lwy azjatyckie, w czasach historycznych egzystowały w Grecji, Kaukazie, Persji i od Macedonii Północnej, aż do Indii. Lwy przetrwały do czasów współczesnych tylko w parku narodowym Gir Forest w zachodnich Indiach. W 1907 roku liczebność podgatunku spadła do zaledwie 13 osobników. Objęta ścisłą ochroną populacja lwów zaczęła się stopniowo odradzać – w kwietniu 2015 roku liczyła już 523 osobniki, w tym 109 samców, 201 samic i 213 młodych, podczas gdy w 2010 było to jedynie 411 osobników.
Dzisiejszy lew azjatycki nie ma styczności z tygrysem azjatyckim, również żyjącym w Indiach na wolności, ponieważ tygrys wyginął w parku narodowym Gir Forest.

## Projekt reintrodukcji lwa azjatyckiego
Naukowcy zamierzają stworzyć drugą populację lwa azjatyckiego w parku narodowym Kuno Wildlife Sanctuary w stanie Madhya Pradesh, by zabezpieczyć gatunek przed wyginięciem w razie epidemii lub w wyniku naturalnych kataklizmów.

## Tryb życia
Lew azjatycki charakteryzuje się mniejszym stopniem socjalizacji od swojego kuzyna z Afryki. Spotyka się rodzinne stada liczące zazwyczaj 1-2 dorosłe samice i młode, oraz grupy samców (najprawdopodobniej spokrewnionych), które bronią swoich terytoriów zawierających jedno lub dwa stada rodzinne, i łączące się z nimi jedynie na czas godów i polowań na większą zdobycz.
|  |  |  |

## Wielkość
Lwy azjatyckie są mniejsze od podgatunków afrykańskich, jednak podobnie jak u osobników z Afryki samce są większe od samic.
Długość ciała: samice 140–170 cm, samce 170–200 cm
Długość ogona: 70–100 cm
Wysokość w kłębie: 70–100 cm
Masa ciała: samice 120–140 kg, samce 175–225 kg

## Wygląd
Sierść lwów jest jasnobrązowa, biała na brzuchu i wewnętrznych częściach nóg, grzbiet i uszy czarne, grzywa samca od brązowej do czarnej. Młode mają cętki, które zanikają z wiekiem. Lwy azjatyckie są nieco mniejsze od swoich afrykańskich kuzynów. Samiec, łatwo rozpoznawalny po grzywie, może ważyć do 225 kg i osiągać wysokość do 1 m w kłębie. Samice są znacznie mniejsze, ważą do 140 kg i nie posiadają charakterystycznej grzywy. Naukowcy zaobserwowali, że lew azjatycki ryczy znacznie częściej od swojego afrykańskiego kuzyna.

## Pożywienie
Lwy polują głównie na ssaki kopytne, również bydło domowe, antylopy, gazele.

## Rozród
Młode rodzą się od 2 do 4 o każdej porze roku, po ciąży trwającej 100-119 dni i stają się całkowicie niezależne od matki w wieku około dwóch i pół roku.

## Rozwój
3-11 dni: otwierają oczy;

10-15 dni: młode zaczynają chodzić. Zanim zaczną dobrze biegać, upłynie trzy do czterech tygodni;

4 tygodnie: zwierzętom wyrastają mleczne zęby;

1-2 miesięcy: pierwsze wyprawy;

3 miesiące: znikają plamy na futrze;

11 miesięcy: lwy uczestniczą w polowaniach;

16 miesięcy: samodzielność;

2 lata: samcom wyrastają grzywy;

2,5 roku: samce stają się dojrzałe płciowo;

2,5-4 lat: samice mają pierwsze potomstwo.